# CFM International LEAP
El CFM International LEAP és un motor turboventilador d'alt índex de derivació fabricat per CFM International, una aliança d'empreses a parts iguals entre l'empresa estatunidenca GE Aviation i l'empresa francesa Safran Aircraft Engines (anteriorment Snecma). Es tracta d'un complement modernitzat del CFM56, un motor reeixit del mateix fabricant, i fou concebut per competir amb el Pratt & Whitney PW1000G en el mercat dels avions de fuselatge estret. CFM té previst substituir el CFM56 pel LEAP.